# Simulium delatorrei
Simulium delatorrei es una especie de insecto del género Simulium, familia Simuliidae, orden Diptera.
Fue descrita científicamente por Dalmat, 1950.